# Hybolabus amazonicus
Hybolabus amazonicus es una especie de coleóptero de la familia Attelabidae.

## Distribución geográfica
Habita en Brasil.